# NACKシェアラジ
『NACKシェアラジ』（ナックシェアラジ）はFM NACK5で2017年1月1日から2020年6月24日まで放送されていたラジオ番組。

## 概要

### 番組開始～2020年3月
FM NACK5でこの1週間に放送された番組の中で、「もう一度聴いて欲しい」あるいは「オススメどころ」をダイジェスト版にして届けるほか、いろんな企画によって「ラジオの楽しさ」を伝えるもの。
IPサイマルラジオサービスのradikoにおいて、「シェアラジオ」「タイムフリー聴取」の実証実験が2016年10月11日より行われていることから、この番組で紹介した過去1週間の放送を「タイムフリー聴取」で再度聴いたり、リスナー同士でFM NACK5を「シェア」してもらいたいという趣旨である。

### 2020年4月～
放送曜日が変わったことから1週間を振り返るという意味合いは消え、リスナーや高森自身がいろんな企画に挑戦して、みんなで楽しい話題を「シェア」していこうという趣旨に路線変更した。

## 放送時間
- 毎週日曜日 23:30-24:00（2017年1月1日-2020年3月29日）
- 毎週水曜日 24:30-25:00（木曜日0:30-1:00、2020年4月1日-6月24日）

## パーソナリティ
- 高森浩二

FM NACK5では「NACK5時ラジ」の月曜・水曜・金曜を担当している。「NACK5時ラジ」はその日これから放送される番組を紹介する趣旨なので、高森は「これからの放送を紹介する番組」と「過去の放送を振り返る番組」の両方を担当することになった。
関連して、2020年3月29日以前の日曜放送では当番組終了後、月曜日の「NACK5時ラジ」までは5時間しかないため、番組の締めのあいさつで「それではまた5時間後。」と言っていた。

## コーナー（水曜移動後）
- あなたのイチオシ番組情報

リスナーおすすめのNACK5の番組をメッセージで紹介。日曜放送時代の「週刊！シェアラジコレクション」を引き継いだコーナー。旧コーナーとは違って番組ダイジェストを放送することはしないが、リスナーのメッセージを紹介するようになった。
- 拡散希望○○チャレンジ

テーマを設けてリスナーが行った「チャレンジ」をNACK5ボイスを使って投稿してもらうコーナー。
- 試して…わたしの「おハマり」

リスナーが最近ハマっているものや趣味を募集。実際に高森が試してみることも。

## 過去のコーナー（日曜放送当時）
- 週刊！シェアラジコレクション

この番組のメインコーナー。その週放送された番組の中でのオススメ、リスナーの反響が大きかった番組を2～3番組ほど取り上げ、その番組のダイジェストを放送する。コーナー開始当初はダイジェストを流しながら高森がリスナーと一緒に聞いているかのように相槌を打ったりコメントを呟きながら紹介していたが、紛らわしいためか高森が声を発することはなくなった。
この番組の収録タイミングの関係上、土曜日の日中以降の番組を取り上げることはない
。また、日曜日の番組を取り上げるときは当番組放送当日ではなく1週前の放送を取り上げる。
2018年3月以降、2020年3月29日の放送日移動まで「週刊！シェアラジコレクション」以外のコーナーは行われなかった。
- KOJI's　Bar

リスナーがおすすめのNACK5女性パーソナリティーを紹介し、高森がリスナーに女性パーソナリティーにちなんだオリジナルカクテル（の名前）を提供する。高森の「一身上の都合」により2017年2月5日の放送をもって終了。
2018年12月16日の放送で1回限りの復活。ただしこの時はコーナー本来の趣旨とは違い、番組が100回目を迎えたためリスナーからのお祝いメッセージを紹介するための時間であった。
- もしも1フレーズ

2017年2月12日より新設。その週に各パーソナリティーが発した一言に加えてリスナーのシチュエーションを紹介する。 2017年10月で終了した。
- SETAの明日晴れるかな？

2017年11月よりスタート。シンガーソングライターのSETAがリスナーから届いたお悩みを解決するコーナー。SETAと高森の会話形式で進行。2018年2月25日の放送をもって終了。